# Euphlyctis aloysii
Euphlyctis aloysii es una especie de anfibio anuro de la familia Dicroglossidae.

## Distribución geográfica
Esta especie es endémica de Karnataka en la India.

## Descripción
Las hembras miden de 31 a 45 mm.

## Etimología
Esta especie lleva el nombre en honor a Luis Gonzaga (1568-1591).

## Publicación original
- Joshy, Alam, Kurabayashi, Sumida & Kuramoto, 2009: Two new species of the genus Euphlyctis (Anura, Ranidae) from southwestern India, revealed by molecular and morphological comparisons. Alytes, París, vol. 26, n.º 1/4, p. 97-116[4]